# L'Ascension d'Emily
Après Émilie de la Nouvelle Lune, L'Ascension d'Emily est le deuxième tome d'une série de romans jeunesse de l'autrice canadienne Lucy Maud Montgomery, publié pour la première fois en 1925. Ce roman mêle les aventures de sa nouvelle héroïne nommée Emily à certaines pages copiées à partir du journal de ses premières années. Les éléments biographiques ont fortement influencé la trilogie Emily. Il précède le roman La Quête d'Emily.

## Introduction
C'est dans le poème À la gentiane frangée, que se lisent les objectifs et ambitions littéraires de Montgomery. Et comme elle, Emily gravit la symbolique « voie alpine » pour devenir une écrivaine.
| La Voie alpine (1917) | Émilie de la Nouvelle Lune (1923) Chapitre 1 |
| --- | --- |
| Il m'a toujours semblé, dès la petite enfance, que, au milieu de tous les lieux communs de la vie, j'étais très proche d'un royaume de beauté idéale. Entre lui et moi, il n'y avait qu'un mince voile. Je n'ai jamais pu l'écarter complètement, mais parfois un vent le faisait flotter et j'avais un aperçu du royaume enchanteur au-delà – seulement un aperçu – mais ces moments ont toujours valu la peine de vivre. | D'aussi loin qu'elle se souvînt, elle avait toujours eu le sentiment qu'elle était tout près d'un monde d'une magnifique beauté. Entre cet univers et elle, ne flottait qu'un voile ; il lui était impossible de l'écarter, mais parfois, pour une seconde, une brise le soulevait et elle percevait alors comme un bref éclat – rien qu'un bref éclat – du royaume enchanté qu'il dissimulait et une note de musique céleste. |

## Résumé
Emily Byrd Starr aspire à poursuivre ses études à Queen's, où elle pourrait obtenir un diplôme d'enseignante, mais sa famille, pétrie des traditions de New Moon, refuse. On lui offre cependant la chance d'aller au lycée de Shrewsbury, où vont ses amis Ilse, Perry et Teddy, à deux conditions. La première est qu'elle aille vivre chez sa tante Ruth, qu'elle n'apprécie pas, mais c'est surtout la seconde qui va poser problème à Emily. Pendant les trois de ses études secondaires, elle devra (en dehors du travail scolaire) abandonner l'écriture. Emily refuse d'abord l'offre, incapable d'envisager une vie sans écriture. Cousin Jimmy parvient alors à modifier légèrement cette condition, de telle façon qu'Emily aura le droit d'écrire, mais uniquement des choses vraies, et non plus de la fiction ou des rêveries. Emily n'est pas satisfaite du compromis, mais il va s'avérer être un excellent exercice pour sa carrière d'écrivaine naissante.
Chez l'indiscrète Tante Ruth, Emily peine à se faire respecter, et on la soupçonne de mentir en permanence. Elle ira même, après plus d'un an jusqu'à parcourir les sept miles qui la séparent de New Moon en pleine nuit, pour revenir après avoir pleinement exprimé son chagrin à Cousin Jimmy, son confident.
Emily sera également aux prises avec Evelyn Blake, une élève un peu plus âgée qui souhaite aussi devenir écrivaine, et qui se montre jalouse et condescendante. Emily la vainc cependant une fois pour toutes lorsqu'elle trouve la preuve qu'Evelyn a plagié un vieux poème pour gagner un concours organisé par le lycée. Plutôt que d'en parler à tout le monde, Emily ne montre alors la preuve qu'à sa rivale, qui admet avoir recouru au plagiat afin que son père lui offre, en récompense, un voyage à Vancouver.
Grâce à l'interdiction imposée par Tante Elizabeth d'écrire de la fiction, Emily s'exerce à écrire des « portraits » de personnes et tient un journal intime. À la suite d'une série de péripéties, elle va tout de même parvenir à rédiger une nouvelle, "La femme qui a donné une fessée au roi", avec laquelle elle gagnera, pour la première fois, un peu d'argent.
Entre-temps, Emily commence également à entrevoir des possibilités romantiques pour sa vie. Elle et Teddy Kent se rapprochent, mais à cause d'un malentendu et de l'intervention de la mère jalouse de Teddy, la romance s'arrête. Emily reçoit également des avances de la part de son ami d'enfance Perry Miller, et même une demande en mariage, de son cousin Andrew, qu'elle décline. L'amitié de longue date qu'elle entretient avec Dean Priest se poursuit.
À la fin du roman, Emily, désormais jeune écrivain en herbe, se voit offrir l'opportunité de s'installer à New York avec la célèbre écrivaine Janet Royal pour relancer sa carrière. Or après bien réfléchi et beaucoup hésité, elle choisit de rester à sa bien-aimée New Moon, où elle compte trouver la gloire à sa manière.

## Série
| # | Livre                      | Publié | L'âge d'Emily |                        |
| - | -------------------------- | ------ | ------------- | ---------------------- |
| 1 | Émilie de la Nouvelle Lune | 1923   | 10 - 13       | enfant                 |
| 2 | L'Ascension d'Emily        | 1925   | 13 - 17       | début de l'adolescence |
| 3 | La Quête d'Emily           | 1927   | 17 - 25       | jeune adulte           |